# Kohlsdorf (Beeskow)
Kohlsdorf (niedersorbisch Kałojce bzw. Kółow) ist ein Ortsteil der Stadt Beeskow im Landkreis Oder-Spree (Brandenburg). Die ehemals selbstständige Gemeinde wurde zum 6. Dezember 1993 in die Stadt Beeskow eingemeindet.

## Geographie

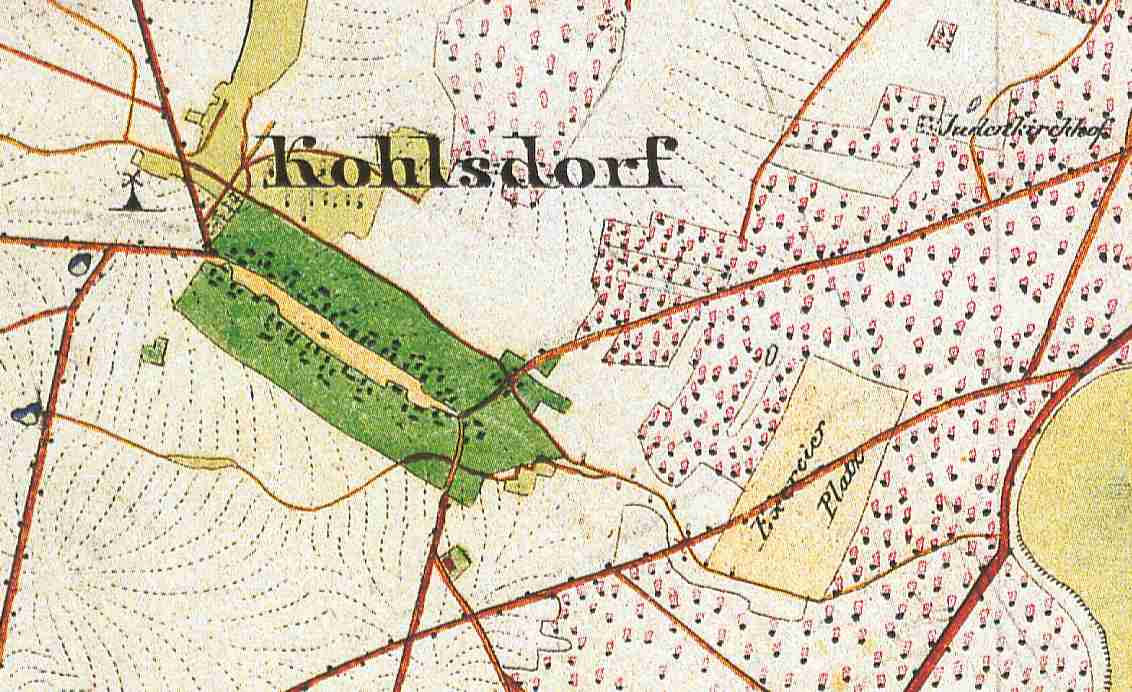
Kohlsdorf auf dem Urmesstischblatt 3851 Beeskow von 1846

Kohlsdorf liegt ca. 3 km südwestlich von der Kernstadt Beeskow auf der Beeskower Platte. Die Gemarkung grenzt im Norden an die Gemarkung von Bornow, im Osten an die Gemarkungen von Beeskow und Kummerow, im Süden an die Gemarkungen von Ranzig und Stremmen und im Westen an die Gemarkungen von Tauche und Buckow.
Der Ort ist über die L422 von Beeskow gut zu erreichen. Am westlichen Ortsausgang biegt eine kleinere Straße nach Bornow ab. Die Niederlausitzer Eisenbahn (Falkenberg/Elster–Lübben–Beeskow) führt nördlich und westlich um den Ort herum. Etwa 300 m westlich des Ortskerns liegt der Bahnhof Kohlsdorf. Am westlichen Ortsausgang zweigt eine kleine Straße nach Bornow ab. Die B 87 quert die Gemarkung im südöstlichen Bereich.
Auf der Gemarkung liegt der Leipsee. Mit dem südlichsten Zipfel grenzt die Gemarkung noch an den Tiefen See. Tiefster Punkt der Gemarkung ist die Spree mit 41,4 m, der höchste Punkt liegt an der westlichen Gemarkungsgrenze mit 70,1 m.

## Geschichte
Kohlsdorf wird bereits 1272 erstmals urkundlich als Cowalsdorf genannt. 1456 wird der Ort in einer weiteren Urkunde Cauwelsdorff genannt; 1467 ist schließlich schon die der heutigen Form angenäherte Schreibweise Colstorff zu finden. Es handelt sich um einen slawisch-deutschen Mischnamen, Ort eines Mannes namens Koval. Der altsorbische Personenname *Koval bedeutet Schmied. Durch Schwund des intervokalischen v entstand im Deutschen kol, das schließlich an das deutsche Wort Kohl angeglichen wurde. Der Dorfstruktur nach ist Kohlsdorf ein verbreitertes kleines Straßendorf.

## Besitzgeschichte
Der Ort gehörte zum Hausbesitz der Herrschaft Beeskow bzw. nach der Verpfändung zum Amt Beeskow. 1456 war der Ort an Hans von Schlaberndorf auf Stremmen verpfändet, denn in diesem Jahr schlichtete Matthias Neuburger als Schiedsrichter einen Grenzstreit zwischen der Stadt Beeskow und den von Schlabrendorf wegen ihres Dorfes Kohlsdorf. 1460 verglich sich Wenzel von Biberstein mit den Gebrüdern von Schlabrendorf zu Stremmen wegen des Dorfes Kohlsdorf und löste die Verpfändung wieder ein. 1467 verpfändete Wenzel von Bieberstein an die Witwe des Mattis Nauburger und ihre Schwester zehn Schock Groschen jährliche Rente zu Kohlsdorf. Diese Verpfändung war anscheinend von längerer Dauer, denn 1525 gestattete Bischof Georg von Lebus dem Hauptmann von Beeskow, Christoph von der Zauche verschiedene von Wenzel und Ulrich v. Bieberstein verpfändete Renten in den Dörfern Kohlsdorf, Herzberg, Bornow und Wulfersdorf für sich einzulösen. Das Pfand muss aber schließlich wieder an das Amt Beeskow gekommen sein, denn später gehörte das Dorf wieder vollständig zum Amt Beeskow. Das Dorf blieb Amtsbesitz bis zu dessen Auflösung 1872/4.
| Bevölkerungsentwicklung von 1774 bis 1992 | Bevölkerungsentwicklung von 1774 bis 1992 | Bevölkerungsentwicklung von 1774 bis 1992 | Bevölkerungsentwicklung von 1774 bis 1992 | Bevölkerungsentwicklung von 1774 bis 1992 | Bevölkerungsentwicklung von 1774 bis 1992 | Bevölkerungsentwicklung von 1774 bis 1992 | Bevölkerungsentwicklung von 1774 bis 1992 | Bevölkerungsentwicklung von 1774 bis 1992 | Bevölkerungsentwicklung von 1774 bis 1992 | Bevölkerungsentwicklung von 1774 bis 1992 | Bevölkerungsentwicklung von 1774 bis 1992 | Bevölkerungsentwicklung von 1774 bis 1992 | Bevölkerungsentwicklung von 1774 bis 1992 | Bevölkerungsentwicklung von 1774 bis 1992 | Bevölkerungsentwicklung von 1774 bis 1992 | Bevölkerungsentwicklung von 1774 bis 1992 | Bevölkerungsentwicklung von 1774 bis 1992 |
| ----------------------------------------- | ----------------------------------------- | ----------------------------------------- | ----------------------------------------- | ----------------------------------------- | ----------------------------------------- | ----------------------------------------- | ----------------------------------------- | ----------------------------------------- | ----------------------------------------- | ----------------------------------------- | ----------------------------------------- | ----------------------------------------- | ----------------------------------------- | ----------------------------------------- | ----------------------------------------- | ----------------------------------------- | ----------------------------------------- |
| Jahr                                      | 1774                                      | 1801                                      | 1818                                      | 1837                                      | 1858                                      | 1875                                      | 1890                                      | 1910                                      | 1925                                      | 1939                                      | 1946                                      | 1950                                      | 1964                                      | 1971                                      | 1981                                      | 1992                                      |                                           |
| Einwohner                                 | 116                                       | 145                                       | 164                                       | 175                                       | 217                                       | 186                                       | 198                                       | 193                                       | 165                                       | 160                                       | 256                                       | 229                                       | 183                                       | 182                                       | 187                                       | 150                                       |                                           |

### Dorfgeschichte

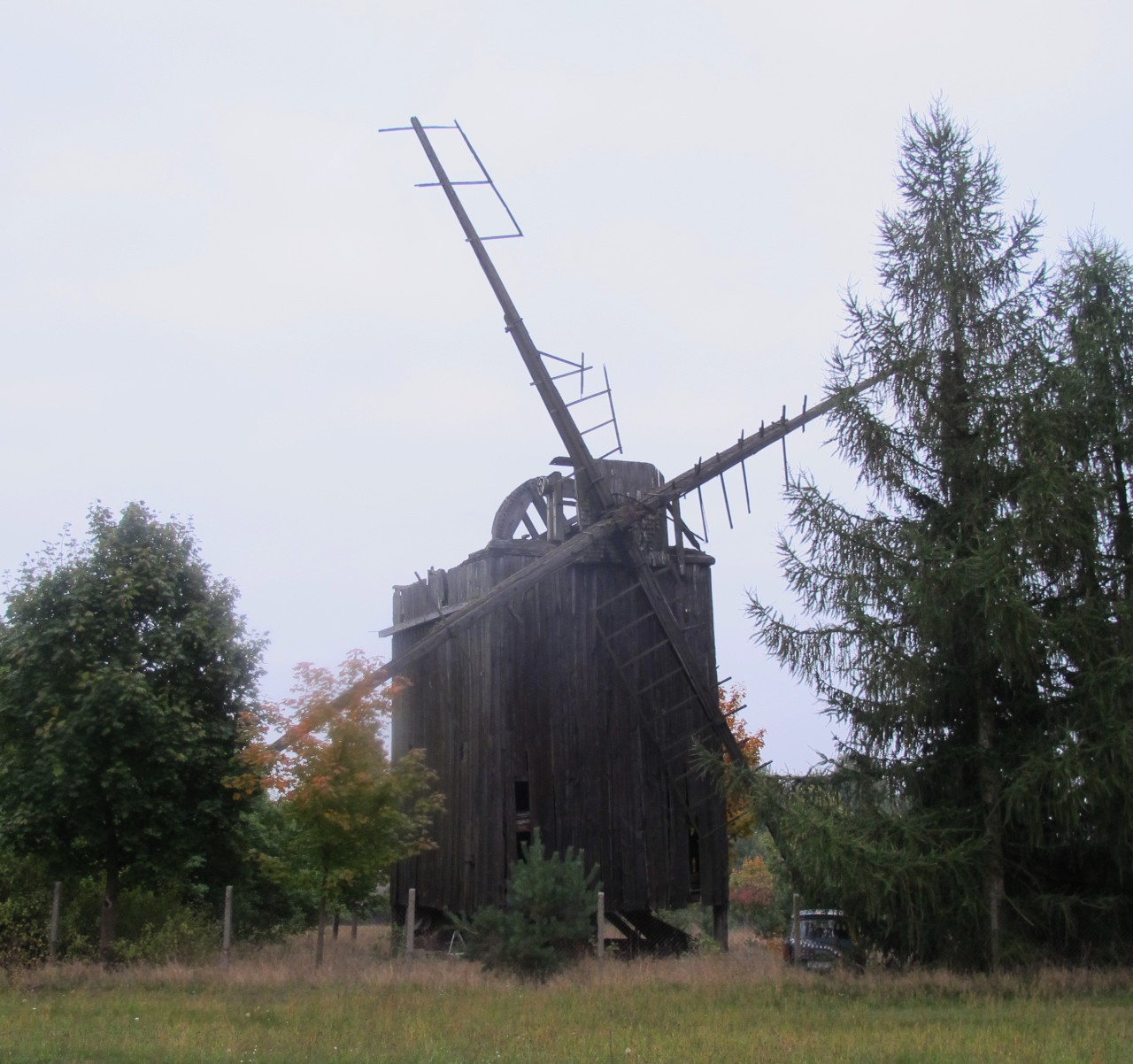
Ruine der Bockwindmühle bei Kohlsdorf

In Folge der Streitigkeiten um die Herrschaft Beeskow zwischen den Pommern-Herzögen und den Biebersteiner wurde Kohlsdorf am 3. Oktober 1428 durch den Pommernherzog Kasimir V. niedergebrannt. 1467 bestand die (männliche) Dorfbevölkerung aus dem (Dorf-)Richter, dem Lehnmann und 17 weiteren Untertanen. 1518 hatte der Lehnschulze einen Hof mit anderthalb Hufen, der Lehnmann hatte zwei Hufen und elf Bauern hatten je anderthalb Hufen. Im Ort lebten außerdem sechs Kossäten. Insgesamt war die Feldmark in 20 Bauernhufen eingeteilt. 1556 lebten neben den 13 Bauern sieben Kossäten in Kohlsdorf. Für 1576 werden nur noch zwölf Bauern genannt sowie sieben Kossäten und ein Häusler. 1600 ist der Häusler als Hirte bezeichnet. 1652 waren alle Bauernhöfe wieder besetzt, mit Ausnahme eines Anderthalbhufenhofes, dessen Äcker unter die Kossäten aufgeteilt worden war. Auf dem Hof war ein Kossät gesetzt worden. Neben den zwölf Bauern wohnten insgesamt acht Kossäten im Dorf, darunter ein Schneider und ein Schmied. Der Hirte wohnte im Gemeindehirtenhaus. 1692 lebten sieben Kossätenfamilien im Dorf, darunter ein Schmied sowie ein Hirte (Häusler). Dagegen wird der Schneider nicht mehr erwähnt. Die Böden der drei Felder waren sehr sandig und erbrachten nr das zweite bis dritte Korn, im Vergleich zu anderen Dörfern ein sehr schlechter Ertrag. Die Bauern und Kossäten hatten Wiesen, auf die Bauern je drei Fuder Heu gewannen, die Kossäten je zwei Karren. Es bestand jedoch eine schlechte Hütung, die Bauern hielten einige Schafe. Sie hatten aber kein Brennholz auf der Gemarkung. Für etwas Strauchholz mussten sie dem Rat der Stadt Beeskow einen Haferzins bezahlen. Sie hatten auch keine Fischereirechte. 1743 wohnten zwölf Bauern, sechs Kossäten und zwei Häusler im Dorf. Einer der Kossäten war früher Schmied gewesen, hatte die Schmiede aber aufgegeben. 1775 wird die Sozialstruktur mit weiterhin zwölf Bauern, nun aber mit acht Kossäten und drei Büdnern beschrieben. Es gab 24 Feuerstellen im Ort. 1801 gab es einen Krug und wieder eine Schmiede. Die Zahl der Feuerstellen wird wieder mit 24 angegeben. 1837 sank die Zahl der Wohnhäuser auf 23. Im Urmesstischblatt Blatt 3851 Beeskow von 1846 ist erstmals die Windmühle am westlichen Ortsausgang verzeichnet. Sie ist heute eine Ruine. Bis 1858 stieg die Zahl der Wohngebäude auf 28 an. Es gab außerdem ein öffentliches Gebäude und 71 Wirtschaftsgebäude, darunter zwei Abbauten (außerhalb des Ortskerns liegende Anwesen); eine Schmiede und eine Getreidemühle (Bockwindmühle). 1899/1901 wurde das letzte Teilstück der Niederlausitzer Eisenbahn gebaut, die in einem Bogen westlich und nördlich am Ortskern vorbei führt. Am 24. November 1901 wurde der letzte Streckenabschnitt eröffnet. Kohlsdorf erhielt einen Haltepunkt einige hundert Meter westlich des Ortskerns. 1900 gab es in Kohlsdorf 31 Wohnhäuser. In der Topographischen Karte 1:25.000 von 1911 ist am östlichen Ortsausgang Richtung Beeskow ein Chausseehaus eingetragen. 1931 zählte man im Ort 32 Wohnhäuser. 1939 gab es in Kohlsdorf 15 land- und forstwirtschaftliche Betriebe mit 20 bis 100 Hektar bewirtschafteter Nutzfläche. Vier Betrieb hatten 10 bis 20 Hektar, vier Betriebe 5 bis 10 Hektar und 7 Betriebe hatten 0,5 bis 5 Hektar. Nach dem Zweiten Weltkrieg wurden in der Bodenreform von 1946 110 Hektar enteignet und neu verteilt. 100 Hektar gingen an 22 Landarbeiter und landlose Bauern, 9,8 Hektar an einen landarmen Bauern und 0,32 Hektar behielt sich die Gemeinde vor. 1953 wurde die LPG vom Typ III gegründet. Sie hatte 1960 mit 27 Betrieben und 61 Mitgliedern eine bewirtschaftete Nutzfläche von 444 Hektar.

## Politische und kommunale Geschichte
Kohlsdorf gehörte im Spätmittelalter zur Herrschaft Beeskow, die damals noch zur Niederlausitz gehörte. Sie wurde 1518 von Ulrich von Bieberstein an den Bischof von Lebus verpfändet und nicht wieder eingelöst. 1556 ging das Pfand weiter an den brandenburgischen (Mit-)Kurfürsten Johann von Küstrin. Nach dem Tod von Kurfürst Johann von Küstrin 1571 kam die Herrschaft Beeskow (und ebenfalls die Herrschaft Storkow) 1575/6 de facto an das Kurfürstentum Brandenburg, blieb jedoch de jure bis 1742 ein Lehen der böhmischen Krone. Die Herrschaft Beeskow schied somit ab 1576 aus der Niederlausitz aus. Aus den beiden Herrschaften Beeskow und Storkow bildet sich im 17. und 18. Jahrhundert der Beeskow-Storkowische Kreis heraus, der allerdings einen Sonderstatus hatte. 1815 wurde der Verbund der beiden Herrschaften Beeskow und Storkow auseinandergerissen. Die Herrschaft Beeskow wurde an den Kreis Lübben angeschlossen, das Gebiet der ehemaligen Herrschaft Storkow wurde dagegen mit dem Teltowischen Kreis zum Kreis Teltow-Storkow vereinigt. Allerdings wurde 1835 diese Teilung der beiden Herrschaften rückgängig gemacht, und es entstand der Kreis Beeskow-Storkow. In einer ersten Kreisreform 1950 in der damaligen DDR wurde der Kreis Beeskow-Storkow erneut aufgelöst und zum Teil dem Kreis Lübben zugewiesen, der nördliche Teil – darunter auch Bornow – kam dagegen an den Kreis Fürstenwalde. 1952 wurde diese Einteilung zum größten Teil wieder rückgängig gemacht und der neue Kreis Beeskow im Bezirk Frankfurt (Oder) gebildet. Nach der Wende wurde der Kreis Beeskow noch in Landkreis Beeskow umbenannt. Am 6. Dezember 1993 wurde schließlich der Landkreis Beeskow mit den Landkreisen Fürstenwalde, der kreisfreien Stadt Eisenhüttenstadt und dem Landkreis Eisenhüttenstadt zum Landkreis Oder-Spree fusioniert. Zum selben Zeitpunkt wurde Kohlsdorf in die Stadt Beeskow eingegliedert und ist seither ein Ortsteil der Stadt Beeskow. Der Ortsbeirat besteht aus drei Mitglieder, der aus seiner Mitte für die Dauer einer Wahlperiode den Ortsvorsteher wählt.

## Kirchliche Geschichte
Kohlsdorf war zumindest seit dem Spätmittelalter kein Kirchort und immer eingepfarrt in Bornow.

## Denkmal und Sehenswürdigkeiten
Die Denkmalliste des Landes Brandenburg für den Landkreis Oder-Spree führt für Kohlsdorf ein Baudenkmal und fünf Bodendenkmale auf.

### Bodendenkmale
Die fünf Bodendenkmale sind:
- Nr. 90514 Flur 1: ein Gräberfeld aus der Bronzezeit
- Nr. 90529 Flur 3: eine Siedlung aus dem Neolithikum
- Nr. 90530 Flur 2: ein Gräberfeld aus der Bronzezeit
- Nr. 90531 Flur 1: der Dorfkern aus dem deutschen Mittelalter und der Neuzeit, eine Siedlung aus dem Neolithikum
- Nr. 90532 Flur 2: eine Siedlung aus der Bronzezeit

### Baudenkmal
Die Denkmalliste verzeichnet nur ein Baudenkmal:
- Nr. 09115273 Bockwindmühle, Kohlsdorfer Straße 17.

## Naturschutz
Der südöstliche Teil der Gemarkung, die früheren Beeskower Amtswiesen, gehören zum Naturschutzgebiet Spreewiesen südlich Beeskow. Dieses Naturschutzgebiet reicht beiderseits der Spree noch etwas weiter nach Süden bis auf die Gemarkungen von Leißnitz und Ranzig. Im Norden reicht es bis in den Stadtkern von Beeskow hinein.

## Belege